# Grenville Davey
Pour les articles homonymes, voir Davey.
Grenville Davey, né le 28 avril 1961 à Launceston aux Cornouailles (Royaume-Uni) et mort le 28 février 2022, est un sculpteur britannique, lauréat du prix Turner 1992.

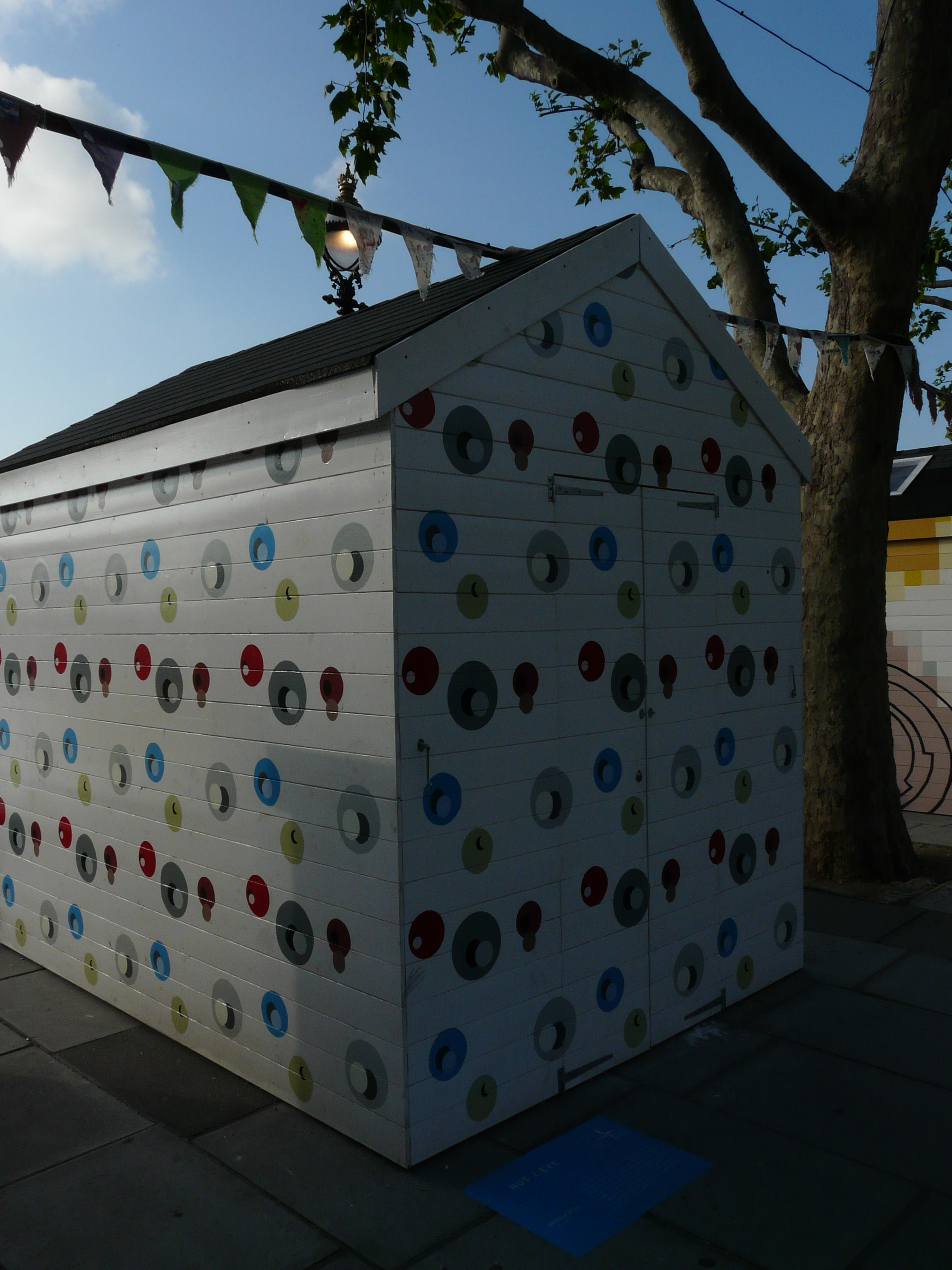
Hut Eye par Grenville Davey.

Davey est professeur invité à l'University of the Arts de Londres et responsable du programme MA Fine Art à l'University of East London. À partir de décembre 2010, il est artiste résident au département de physique de l'Université Queen Mary de Londres, aux côtés de David Berman. Grenville est l'artiste en résidence à l'Institut Isaac Newton pour les sciences mathématiques de janvier à juin 2012.

## Biographie
Né à Launceston, dans les Cornouailles, Davey étudie l'art à Exeter puis au Goldsmiths College de Londres en 1985, où il obtient un baccalauréat en beaux-arts. Sa première exposition personnelle a lieu à la Lisson Gallery de Londres en 1987.
Davey est célibataire et a un enfant, Sennen Davey.

## Œuvre
Le travail de Davey est influencé par le travail de sculpteurs tels que Tony Cragg et Richard Deacon et montre un intérêt similaire pour les matériaux industriels. La simplicité de ses formes montre une affinité avec le minimalisme. Plusieurs de ses œuvres font référence à des objets de la vie quotidienne qui, s'ils étaient exposés en eux-mêmes, seraient des œuvres de readymades. Button, un bouton de vêtements d'un mètre et demi de largeur en acier, est un travail typique de ses débuts. Les œuvres ultérieures, telles que Gold (Table) (une table aussi haute qu'un être humain) sont de plus grande taille. Principalement sculpteur, Davey a aussi produit une série de douze estampes avec cinq autres artistes, notamment des eaux-fortes et des sérigraphies.

## Récompenses et distinctions
Davey a remporté le prix Turner attribué par la Tate en 1992. Intitulée HAL, l'œuvre comprenait deux objets abstraits en acier mesurant chacun 244 x 122 cm. 